# Equação de van 't Hoff
A equação de van 't Hoff, em termodinâmica química, relaciona a variação da constante de equilíbrio (K) com a variação da temperatura, proporcional a diferença de entalpia padrão {\displaystyle \ \Delta H^{\circ }} dividido pelo quadrado da temperatura. Esta equação foi proposta inicialmente por Jacobus Henricus van 't Hoff.
{\displaystyle {\frac {d{\mbox{ ln K}}}{dT}}={\frac {\Delta H^{\circ }}{RT^{2}}}}
Se se assume que o calor da reação, entalpia, não varia com a temperatura, a resolução desta equação diferencial é conduzida por:
{\displaystyle \ln \left({\frac {K_{2}}{K_{1}}}\right)={\frac {\Delta H^{\circ }}{R}}\left[{{\frac {1}{T_{1}}}-{\frac {1}{T_{2}}}}\right]}
Nesta equação{\displaystyle \ K_{1}} é a constante de equilíbrio da temperatura absoluta {\displaystyle \ T_{1}} e {\displaystyle \ K_{2}} é a constante de equilíbrio da temperatura absoluta {\displaystyle \ T_{2}}. {\displaystyle \ \Delta H^{\circ }} é a variação de entalpia e {\displaystyle \ R} é a  constante universal dos gases perfeitos. 
Considerando as relações entre energia de Gibbs, Entalpia, Entropia e a constante de equilíbrio K a pressão constante, temos:
({\displaystyle \Delta G^{\circ }=\Delta H^{\circ }-T\Delta S^{\circ }} e {\displaystyle \Delta G^{\circ }=-RT*lnK}), 
a equação de Van't Hoff também poderia ser descrita da seguinte maneira:
{\displaystyle \ln \left(K\right)=-{\frac {\Delta H^{\circ }}{R}}\left[{\frac {1}{T}}\right]+{\frac {\Delta S^{\circ }}{R}}}
Portanto, ao representar valores de logaritmo natural da constante de equilíbrio medidos pelo equilíbrio pelo inverso da temperatura se obtém uma linha reta, cuja pendente negativa é igual a variação da entalpia dividida entre a constante dos gases e a ordenada na origem é igual a variação de entropia {\displaystyle \ \Delta S^{\circ }} dividida entre a constante dos gases.